# Maurice Cliquennois
Maurice Cliquennois, né le 15 octobre 1913 à Emmerin (Nord) et mort le 16 novembre 1997 à Rochefort (Charente-Maritime),  est un clarinettiste français.

## Biographie
Maurice Cliquennois a étudié au conservatoire de Paris en même temps que Henri Druart (1935).
On lui attribue un son typé  propre à l'école française de clarinette qu'il perpétue au sein de l'Orchestre National de France.
Il crée le concerto pour clarinette et orchestre de Pierre Wissmer le 25 juin 1962 avec l'Orchestre National de France sous la direction d'Albert Wolff à l'ORTF.
Il a enregistré avec Fernand Dufrene les Chôro n°2 pour flûte et clarinette d'Heitor Villa-Lobos,(15 mai 1958 - EMI C 153 – 14090).

## Enregistrements (sélection)
- Beethoven : Quintette pour piano et vents en mi bémol majeur, Op. 16 avec Quintette à vent de l'Orchestre national de la Radiodiffusion française, Jean Françaix, Jules Goetgheluck, Maurice Cliquennois, René Plessier, Louis Courtinat (Paris : Pathé Marconi, 1953) (BNF 38090611)
- Heitor Villa-Lobos : Chôro n°2 pour flûte et clarinette avec Fernand Dufrene, (EMI C 153 – 14090, 1958)
- Hector Berlioz : Symphonie fantastique, par l'orchestre National de la RTF dirigé par André Cluytens; Clarinette solo : Maurice Cliquennois (Warner Classics, Enr. 1955)
- Darius Milhaud : 	2 Sketches, Op. 227b (1941) avec Basson – René Plessier, Clarinette – Maurice Cliquennois, Ensemble – Quintette à vent de l' Orchestre National de la Radiodiffusion Française, , Flûte – Fernand Dufrène, Cor – Louis Courtinat, Hautbois – Jules Goetgheluck (UK: Erato, coffret 10 CD, 2014)